# Haoma
Haoma, en gudom i persisk mytologi, var gud för en idag okänd växt med samma namn som användes i gamla iranska initiationsriter, samt i zoroastriska och mazdaistiska gudstjänster. Deltagarna i dessa initiationsriter trodde att de fick del i gudens odödlighet när de inmundigade den rusdryck som bryggdes av växten. Drycken ska likna den vediska drycken soma i hinduismen.

Drycken tillredes av en liten ört, Sarcostema viminalis, som stöts i mortel, numera i så små kvantiteter, att den inte ens i ringaste mån berusar, vilket den gjorde fordom. I Avesta (religiös skrift) heter det, att haoman gör sinnet lätt och låter en stackare känna sig som en mäktig och lycklig man. 